# Marcel Dries
Marcel Henricus Dries (* 19. September 1929 in Berchem; † 27. September 2011 in Antwerpen) war ein belgischer Fußballspieler.

## Karriere

### Verein
Marcel Dries, Sohn des dreifachen belgischen Nationalspielers Léopold Dries (1901–1960), begann in der Jugend von Berchem Sport mit dem Fußballspielen. 1947 rückte er in die erste Mannschaft auf. In den Spielzeiten 1948/49, 1949/50 und 1950/51 wurde er mit seinem Klub drei Mal in Folge belgischer Vizemeister.
Nach dem Abstieg von Berchem aus der 1. Division 1960 wechselte Dries zu Royale Union Saint-Gilloise. Mit diesem Klub nahm er am Messestädte-Pokal 1960/61, 1961/62 und 1962/63 teil. Nachdem auch Saint-Gilloise am Ende der Saison 1962/63 in die Zweite Division absteigen musste, schloss sich Dries dem unterklassigen Klub Stade Courtrai an, bei dem er 1966 seine Karriere beendete.

### Nationalmannschaft
Zwischen 1953 und 1959 bestritt Marcel Dries 31 Länderspiele für die „Roten Teufel“, in denen er ohne Torerfolg blieb. Er stand im Aufgebot der belgischen Mannschaft bei der Weltmeisterschaft 1954 in der Schweiz, wo er in den beiden Vorrundenspielen beim 4:4 gegen England und dem 1:4 gegen Italien zum Einsatz kam.